# Friedrich Spengler (Bezirksoberamtmann)
Friedrich Spengler (* 8. September 1881 in Würzburg; † 15. Dezember 1966 ebenda) war ein deutscher Landrat.

## Leben
Nach dem Abitur am Röntgen-Gymnasium Würzburg leistete Friedrich Spengler seinen Militärdienst als Einjährig-Freiwilliger und absolvierte im Anschluss daran ein Studium der Rechtswissenschaften an der Ludwig-Maximilians-Universität München und der Julius-Maximilians-Universität Würzburg. Während seines dreijährigen juristischen Vorbereitungsdienstes (1904–1907) promovierte er dort im Jahre 1905 mit der Dissertation Der Leibgedingsvertrag nach dem bayerischen Recht nach Inkrafttreten des bürgerlichen Gesetzbuches zum Dr. jur. Das Große juristische Staatsexamen legte er 1907 in Würzburg ab und erhielt eine Anstellung als Akzessist bei der Regierung von Unterfranken. Spengler wurde Bezirksamtsassessor in Roding, musste vom 11. August 1914 bis zur Übernahme als Bezirksamtsassessor in Kitzingen im Jahre 1917 Kriegsdienst leisten. In Kitzingen wurde er 1920 als Bezirksamtmann Leiter der Verwaltung. 1925 wechselte er zur Regierung von Oberfranken, wo er am 1. Mai 1925 Regierungsrat wurde. In die Kommunalverwaltung zurückgekehrt, wurde er zum 1. November 1930 Bezirksoberamtmann in Amberg, wo er bis zu seinem Weggang nach Dillingen an der Donau am 16. Mai 1933 im Amt blieb. Zum 1. März 1938 wechselte er von Dillingen zur Regierung von Oberbayern, wo er am 1. Juni 1942 zum Oberregierungsrat ernannt wurde. Nach Kriegsende wurde Spengler seines Amtes enthoben und in Entnazifizierungsverfahren im Jahre 1948 durch die Spruchkammer München I als Mitläufer eingestuft, so dass er zum 11. März 1949 wieder in den Dienst eingestellt wurde, bei gleichzeitiger Versetzung in den Ruhestand.
Spengler war zunächst Mitglied der Deutschnationalen Volkspartei, wurde 1933 Mitglied der SA (Reitersturm) und am 1. Mai 1937 Mitglied der NSDAP (Mitgliedsnummer 5.042.167).